# بلاس غاليغو
بلاس غاليغو (بالإسبانية: Blas Gallego)‏ هو رسام توضيحي إسباني، ولد في 1941 في برشلونة في إسبانيا.